# Список шмелей Украины

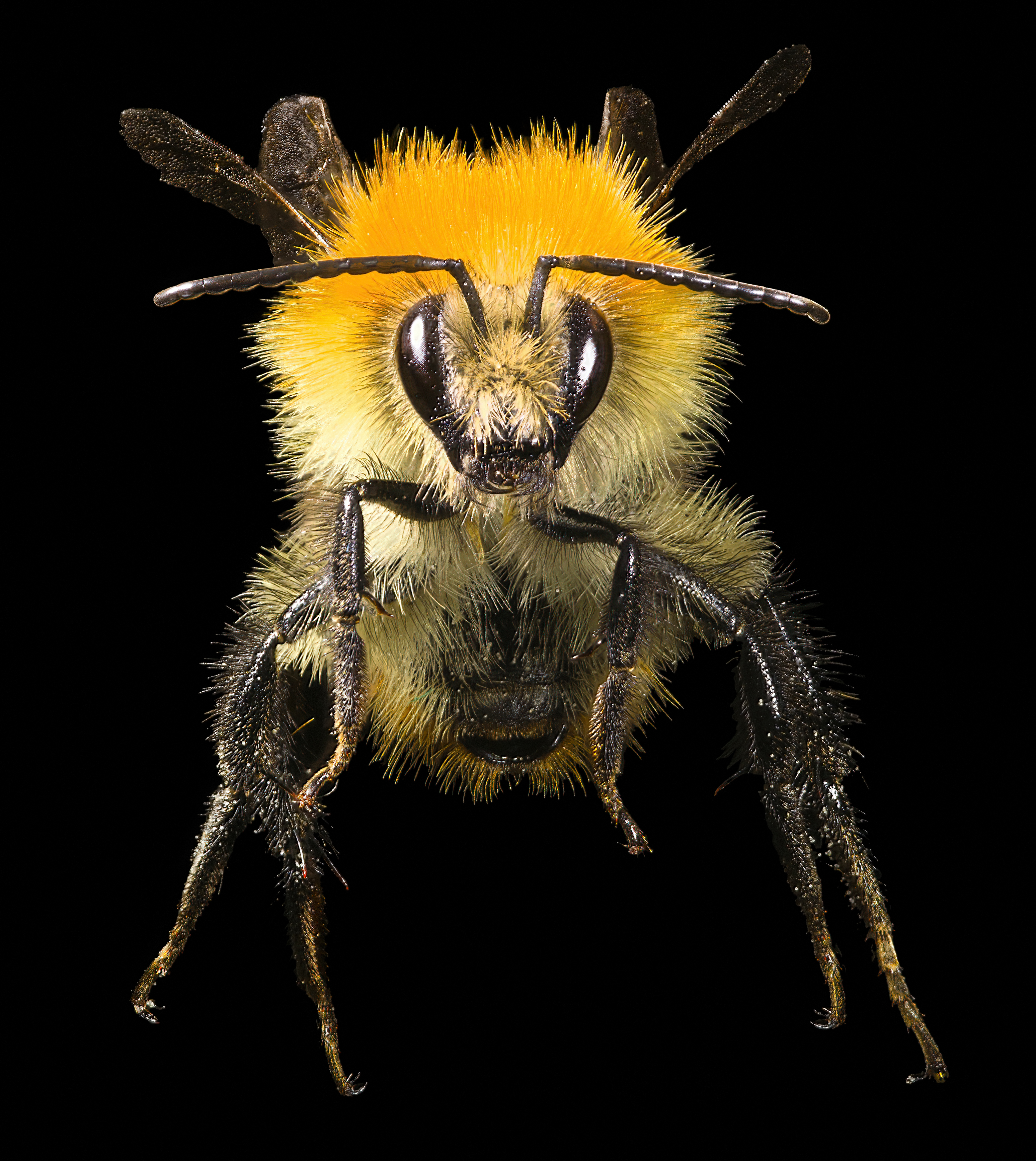
Степной шмель — один из наиболее распространённых видов шмелей в фауне Украины

Украина (включая спорную территорию Крыма) на карте Европы

Список шмелей Украины — список видов шмелей, которые были зарегистрированы на территории Украины. Шмели (лат. Bombus) — род перепончатокрылых насекомых из семейства настоящих пчёл (Apidae), во многих отношениях близкий медоносным пчёлам. Отличительными чертами рода от других из семейства настоящих пчёл являются следующие: задние голени самки снаружи блестящие полированные, слегка вдавленные, по краям с длинными волосками, образующими собирательный аппарат (т. н. «корзиночку»); шестой стернит брюшка самки, не уплощённый по бокам; брюшко не подогнуто на вершине; гениталии самца сильно хитинизированные, тёмные.

## Видовое разнообразие

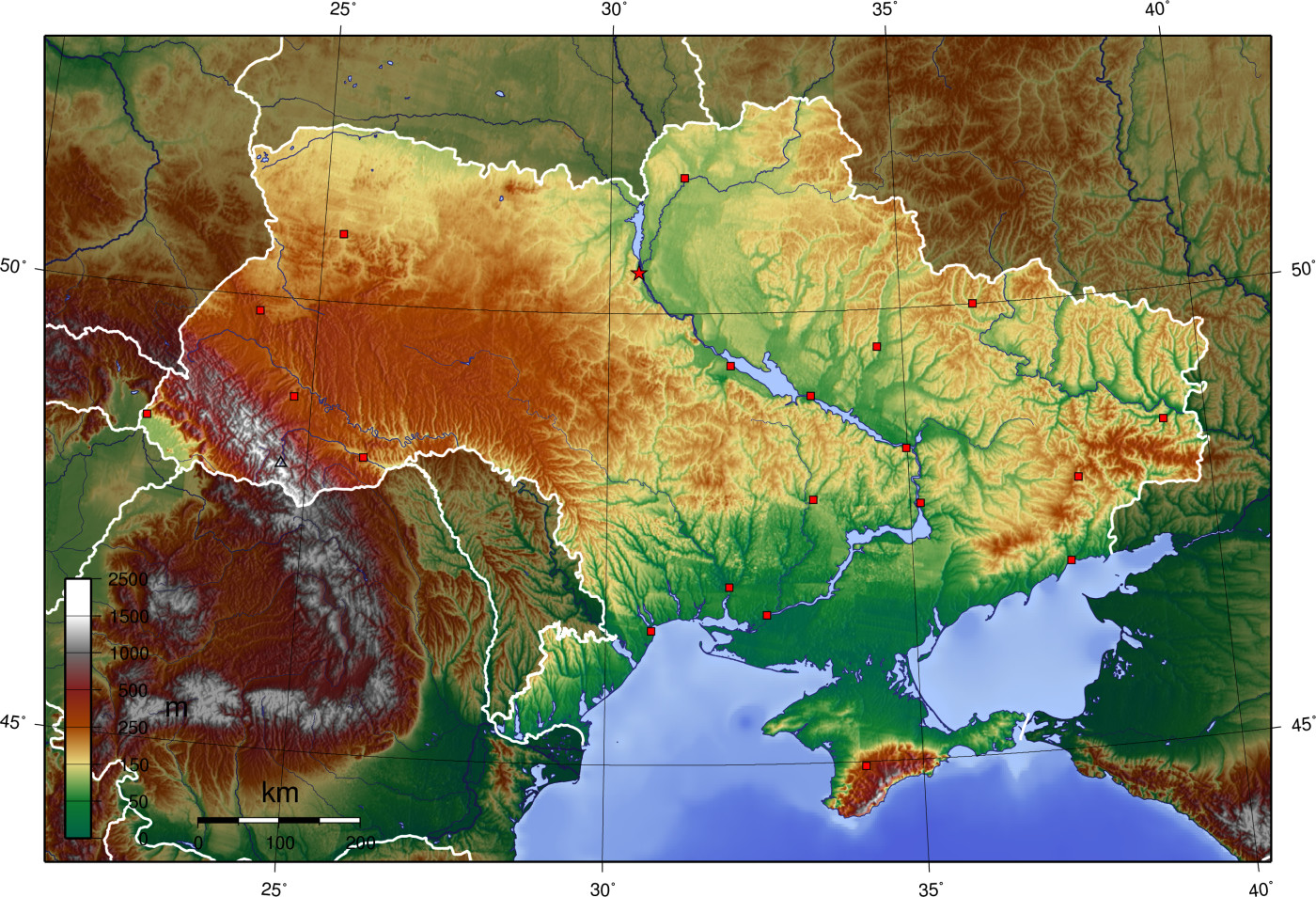
Топографическая карта Украины

Фауна шмелей Украины характеризуется относительно высоким видовым разнообразием, что определяется расположением территории страны в пяти физико-географических регионах (три зональные единицы — зона смешанных лесов, лесостепная зона, степная зона; и две азональные — Украинские Карпаты, Крымский полуостров). Всего на территории страны подтверждено обитание 41 вида шмелей. Подрод Thoracobombus является наиболее многочисленным на Украине и представлен 12 видами. Четыре из них Bombus pascuorum, Bombus humilis, Bombus muscorum, Bombus sylvarum — широко распространены практически по всей территории страны.
В лесной зоне Украины обитают 26 видов шмелей, из которых четыре являются «строго» лесными видами: Bombus hypnorum, Bombus jonellus, Bombus pratorum и Bombus schrencki. В лесостепной зоне страны подтверждено обитание 32 видов шмелей. Наибольшее видовое разнообразие шмелей было зарегистрировано в ландшафтах лоесостепи вплоть до конца первой половины XX века, что обусловлено разнообразием подходящих мест обитания. «Строго» степные виды Bombus fragrans, Bombus cullumanus, Bombus armeniacus и Bombus laesus ранее были зарегистрированы в ряде населенных пунктов по всей лесостепной зоне. В настоящее время все они, по-видимому, вымерли в данных местах обитания.
В степной зоне Украины подтверждено обитание 22 видов шмелей, среди которых имеются «строго» степные виды, так и имеющие широкую экологическую пластичность, толерантные к сухому и тёплому климату. Также некоторые виды адаптировались к городским и сельским местам обитания. Другие виды Bombus armeniacus, Bombus laesus, Bombus zonatus, Bombus cullumanus, Bombus mesomelas, редки во всех своих биотопах обитания и в настоящее время сохраняются в основном в нетронутых целинных степных районах и на востоке страны.
На территории Украинских Карпат обитает 24 вида, четыре из которых (Bombus wurflenii, Bombus pyrenaeus, Bombus quadricolor, Bombus gerstaeckeri) на Украине распространены только на данной территории. В горах шмели встречаются на высотах от 600 до 1500 метров над уровнем моря. На территории Крымского полуострова обитает 20 видов шмелей. При этом Bombus haematurus встречается только на территории Крыма.
Видовое разнообразие шмелей, обитающих в городских условиях, в целом ниже, чем в природных биоценозах той же географической зоны, а структура их сообществ определяется степенью урбанизации. Как правило, в городах доминируют виды шмелей с высокой экологической пластичностью. В городах Украины ядро сообществ шмелей в различных типах биотопов составляют три вида, которые меняются местами в структуре доминирования, в зависимости от условий обитания: Bombus terrestris, Bombus lucorum, Bombus pascuorum. Последний вид в городах является наиболее многочисленным и встречается повсюду, где имеются подходящие условия для обитания шмелей. Часть популяций шмелей имеет возможность существовать в центральной части города и в районах новостроек, приспосабливаясь к различным типам урбанистических биотопов: пустырям, приусадебным садам, скверам. Важное значение в условиях города приобретают железнодорожные насыпи, склоны которых предоставляют шмелям многочисленные и разнообразные фуражные ресурсы, места для гнездования и для зимовки самок.
Большой урон популяциям шмелей наносит фрагментация ландшафтов и биотопов. Малые изолированные популяции подвержены угрозе исчезновения из-за инбридинга, деградация мест обитания. Огромное негативное влияние на численность и видовое разнообразие фауны шмелей в городах и их пригородной зоне оказывает весенне-осеннее выжигание участков, занятых дерновинными злаками, особенно на склонах.

## Список видов
Данный список объединяет таксоны видового уровня, которые были зарегистрированы на территории Украины и приводились для неё исследователями в литературных публикациях. Список состоит из русских названий, биноменов (двухсловных названий, состоящих из сочетания имени рода и имени вида) и указанных с ними имён учёных, впервые описавших данный таксон, и годов, в которых это произошло. В четвёртом столбце таблицы для каждого вида приводится информация о его распространении на территории Украины на основании работы «The Bumble Bees of Ukraine: Species Distribution and Floral Preferences» (Konovalova, 2010) если не указаны другие источники.
Легенда:
 Виды находящиеся под охраной на территории Украины и включённые в третье издание Красной книги Украины (2009 год)
Обозначения охранного статуса МСОП:
- — виды на грани исчезновения (в критическом состоянии)
- — виды под угрозой исчезновения
- — уязвимые виды
- — виды, близкие к уязвимому положению
- — виды под наименьшей угрозой
- — виды, для оценки угрозы которым не хватает данных
- — виды, не представленные в Международной Красной книге

| Иллюстрация                        | Русское название             | Латинское название и автор таксона                | Ареал на территории страны. | Статус МСОП                                      |
| ---------------------------------- | ---------------------------- | ------------------------------------------------- | --- | ------------------------------------------------ |
| Подрод Alpigenobombus              |                              |                                                   | |                                                  |
|                                    | Шмель Вурфлена               | Bombus wurflenii Radoszkowski, 1860               | Населяет высокогорья Карпат (преимущественно буково-пихтовые и еловые леса, а также луга). | Вид вне опасности                                |
| Подрод Bombias                     |                              |                                                   | |                                                  |
|                                    | Шмель необыкновенный         | Bombus confusus Schenck, 1859                     | Распространён в смешанных лесов и лесостепной зоне. Предпочитает луга, лесные поляны, опушки. | Уязвимый вид                                     |
| Подрод Bombus sensu stricto        |                              |                                                   | |                                                  |
|                                    | Шмель земляной               | Bombus terrestris Linnaeus, 1758                  | Распространён на всей территории страны. Обитает до высот 600—700 метров над уровнем моря. Встречается преимущественно на лугах, изредка в сухих сосновых лесах. | Вид вне опасности                                |
|                                    | Шмель норовой                | Bombus lucorum Linnaeus, 1761                     | Один из самых широко распространённых видов рода. Обитает на всей территории страны. | Вид вне опасности                                |
| Подрод Cullumanobombus             |                              |                                                   | |                                                  |
| Фотография шмеля пластинчатозубого | Шмель пластинчатозубый       | Bombus serrisquama = B. cullumanus Morawitz, 1888 | Очень редкий вид. Гнездится в лесостепной зоне Восточной Украины. Существуют старые литературные указания о редких находках вида на степных лугах в долине реки Днестр. Населяет безлесые лесостепные биотопы: остепненные склоны оврагов и балок, может встречаться на посевах многолетних бобовых трав. | Вид на грани исчезновения                        |
|                                    | Шмель семёновский            | Bombus semenoviellus Skorikov, 1910               | Локально распространён в лесной и лесостепной зонах страны. Предпочитает водно-болотистые территории. Встречается не часто. | Вид вне опасности                                |
| Подрод Kallobombus                 |                              |                                                   | |                                                  |
|                                    | Шмель изменчивый             | Bombus soroeensis (Fabricius, 1777)               | Распространен в лесостепи Левобережной Украины и в Полесье на территории Киевской области. Встречается на остепененных лугах, по опушкам широколиственных и смешанных лесов с богатым травостоем. | Вид вне опасности                                |
| Подрод Subterraneobombus           |                              |                                                   | |                                                  |
|                                    | Шмель подземный              | Bombus subterraneus Linnaeus, 1758                | Вид населяет луга в южной части Украины. Также встречается в агроценозах клевера. Популяции вида небольшие и локальные. Наибольшие популяции вида обитают в Крымских горах, включая их предгорья. | Вид вне опасности                                |
|                                    | Шмель степной                | Bombus fragrans (Pallas, 1771)                    | Встречается в степной зоне. За последние 100 лет распространение вида на территории Украины значительно сократилось. Также ранее были единичные находки вида в лесостепной зоне. Вид практически исчез из большинства районов Крыма, где встречался в начале — середине XX века (современные находки известны только на территории Керченского полуострова). Исчезающий вид на территории страны, встречающийся локально. В отдельных биотопах плотность вида может достигать до 2—3 гнезд на 1 га. | Вымирающий вид                                   |
|                                    | Шмель-чесальщик              | Bombus distinguendus Morawitz, 1869               | Обитатель лесных опушек, полян, лугов и пастбищ на западе и севере страны. Чаще встречается в северной части Украины. Популяции небольшие. | Уязвимый вид                                     |
| Подрод Megabombus                  |                              |                                                   | |                                                  |
|                                    | Шмель Герштеккера            | Bombus gerstaeckeri Morawitz, 1881                | Встречается на Украине только в Карпатах, в массивах Черногора и Горганы. Очень редкий вид, численность популяций крайне мала, найден только в четырех локалитетах — 1 в Закарпатской области, 3 в Ивано-Франковской области. | Уязвимый вид                                     |
|                                    | Шмель глинистый              | Bombus argillaceus (Scopoli, 1763)                | Встречается на территории многих областей страны и в Крыму. Общая численность на Украине неизвестна. В основных биотопах встречается редко. | Вид вне опасности                                |
|                                    | Шмель красноватый            | Bombus ruderatus Fabricius, 1775                  | На территории Украины вид встречается в западных, северных и центральных регионах. В последние десятилетия также был зарегистрирован в Харьковской, Донецкой области и в Крыму. Также подтверждена находка в западном Подолье и Закарпатье. Встречается очень редко. Известно лишь несколько находок на Украине. | Вид вне опасности                                |
|                                    | Шмель садовый                | Bombus hortorum Linnaeus, 1761                    | Вид распространён по всей территории Украины. | Вид вне опасности                                |
| Подрод Melanobombus                |                              |                                                   | |                                                  |
|                                    | Шмель каменный               | Bombus lapidarius Linnaeus, 1761                  | Вид распространён на всей территории страны. Гнездится на высоте до 600—700 метров над уровнем моря. На большей части ареала является обычным видом, в Крыму редок. Типичные биотопы — сады, разнотравные луга, в горах — лесные опушки и поляны. | Вид вне опасности                                |
| Подрод Psithyrus                   |                              |                                                   | |                                                  |
| Фотография Bombus maxillosus       | —                            | Bombus maxillosus Klug, 1817                      | На Украине встречается в степной зоне. Клептопаразит — собственных гнёзд не строит, яйца и личинки развиваются в гнёздах других видов шмелей. | Вид не представлен в Международной Красной книге |
|                                    | Шмель-кукушка белозадый      | Bombus vestalis Geoffroy, 1785                    | Вид распространён на всей территории страны. Клептопаразит — собственных гнёзд не строит, яйца и личинки развиваются в гнёздах шмелей Bombus terrestris. | Вид вне опасности                                |
|                                    | Шмель-кукушка бородатый      | Bombus barbutellus (Kirby, 1802)                  | Вид распространён на всей территории страны. Предпочитает луга, лесные опушки и поляны. Клептопаразит — собственных гнёзд не строит, яйца и личинки развиваются в гнёздах других видов шмелей. | Вид вне опасности                                |
|                                    | Шмель-кукушка лесной         | Bombus sylvestris Le Peletier, 1832               | Распространён в лесной и лесостепной зонах страны. Населяет лесные опушки, низинные луга. Клептопаразит — собственных гнёзд не строит, яйца и личинки развиваются в гнёздах других видов шмелей. | Вид не представлен в Международной Красной книге |
|                                    | Шмель-кукушка норвежский     | Bombus norvegicus Sparre-Schneider, 1918          | Вид распространён в зоне смешанных лесов и лесостепи. Предпочитает луга, опушки, поляны. Встречается не часто. Клептопаразит — собственных гнёзд не строит, яйца и личинки развиваются в гнёздах Bombus hypnorum. | Вид вне опасности                                |
|                                    | Шмель-кукушка полевой        | Bombus campestris ( Panzer, 1801)                 | Вид распространён на всей территории страны. Клептопаразит — собственных гнёзд не строит, яйца и личинки развиваются в гнёздах других видов шмелей. | Вид вне опасности                                |
|                                    | Шмель-кукушка привязанный    | Bombus bohemicus Seidl, 1838                      | Вид распространён в зоне смешанных лесов и лесостепи. Клептопаразит — собственных гнёзд не строит, яйца и личинки развиваются в гнёздах других видов шмелей. | Вид вне опасности                                |
|                                    | Шмель-кукушка скальный       | Bombus rupestris (Fabricius, 1793)                | Вид распространён на всей территории страны. Клептопаразит — собственных гнёзд не строит, яйца и личинки развиваются в гнёздах других видов шмелей: Bombus lapidarius, Bombus sylvarum, Bombus ruderarius, Bombus pascuorum, Bombus distinguendus. | Вид вне опасности                                |
|                                    | Шмель-кукушка четырёхцветный | Bombus quadricolor Lepeletier, 1832               | На территории Украины встречается только в Карпатах. Клептопаразит — собственных гнёзд не строит, яйца и личинки развиваются в гнёздах других видов шмелей. | Вид вне опасности                                |
| Подрод Pyrobombus                  |                              |                                                   | |                                                  |
| Фотография Bombus haematurus       | —                            | Bombus haematurus Kriechbaumer, 1870              | На Украине распространён только в Крымских горах. Встречается в лесах, кустарниковых зарослых, на склонах гор и озелененных территориях, таких как парки и сады. | Вид вне опасности                                |
|                                    | —                            | Bombus mesomelas Gerstäcker, 1869                 | Встречается редко в степной и лесостепной зонах страны. | Вид вне опасности                                |
|                                    | Шмель армянский              | Bombus armeniacus Radoszkowski, 1877              | На Украине найден в Тернопольской, Черкасской, Херсонской, Кировоградской, Донецкой, Харьковской, Сумской, Полтавской, Днепропетровской областях и в Крыму. Встречается очень редко. В большинстве указанных точек на Украине зарегистрированы только единичные находки. | Вымирающий вид                                   |
|                                    | Шмель городской              | Bombus hypnorum Linnaeus, 1758                    | Вид распространён на всей территории страны. | Вид вне опасности                                |
|                                    | Шмель йонеллюс               | Bombus jonellus Kirby, 1802                       | Локально распространён в зоне смешанных лесов. Лесной вид, встречающийся в светлых лиственных и смешанных лесах, на лесных полянах, верховых болотах. | Вид вне опасности                                |
|                                    | Шмель каменный малый         | Bombus ruderarius Müller, 1776                    | Распространён в зоне смешанных лесов и лесостепи. | Вид вне опасности                                |
|                                    | Шмель конский                | Bombus veteranus Fabricius, 1793                  | Встречается редко в зоне смешанных лесов и лесостепи. Может встречаться в агроценозах клевера. | Вид вне опасности                                |
|                                    | Шмель лезус                  | Bombus laesus Morawitz, 1875                      | На Украине отмечен в Прикарпатье, Карпатах, Черновицкой, Одесской, Херсонской, Кировоградской, Полтавской, Харьковской, Донецкой областях и в Крыму. Обитает преимущественно на степных участках, вплоть до степей южного типа. Встречается очень редко. В большинстве указанных точек в Украине зарегистрированы только единичные находки. Охраняется в заповедниках степной и лесостепной зон. | Вид, близкий к уязвимому положению               |
|                                    | Шмель лесной                 | Bombus sylvarum Linnaeus, 1761                    | Распространён на всей территории страны. | Вид вне опасности                                |
|                                    | Шмель луговой                | Bombus pratorum Linnaeus, 1761                    | Вид распространён в зоне смешанных лесов и лесостепи. | Вид вне опасности                                |
|                                    | Шмель моховой                | Bombus muscorum Fabricius, 1775                   | На Украине найден в большинстве областей, за исключением Винницкой области. Обитает преимущественно на влажных лугах и опушках лесов. Везде встречается редко, но в отдельных биотопах плотность вида может достигать 3—5 гнезд на 1 га. Охраняется в заповедниках степной и лесостепных зон. | Уязвимый вид                                     |
| Фотография шмеля опоясанного       | Шмель опоясанный             | Bombus zonatus Smith, 1854                        | Населяет южные и восточные области от Одессы до Харькова и Луганска (отмечен в Харьковской, Днепропетровской, Донецкой, Луганской, Одесской, Николаевской области), а также Крымский полуостров. Редкий вид, встречается локально. Численность вида зависит от состояния биотопов — степных участков с богатой мелитофильной растительностью. Охраняется в заповедниках степной и лесостепной зон Украины.                                                                                          | Вымирающий вид                                   |
|                                    | Шмель пиренейский            | Bombus pyrenaeus Pérez, 1879                      | Встречаться на территории страны только в Карпатах на высоте свыше 700 метров над уровнем моря, преимущественно в горных массивах Горганы и Черногора. Обитает в буково-пихтовых и еловых лесах, на полянах, лесных вырубках, горных долинах. | Вид вне опасности                                |
|                                    | Шмель плодовый               | Bombus pomorum Panzer, 1805                       | На Украине обитает во многих областях от Львовской и Ивано-Франковской на западе, в Донецкой — на востоке, на юге — до Крыма включительно, на севере встречается до Сумской обл. Преимущественно обитает на открытых степных участках. Встречается очень редко. В большинстве указанных точек на Украине зарегистрированы только единичные экземпляры. | Уязвимый вид                                     |
|                                    | Шмель полевой                | Bombus pascuorum Scopoli, 1763                    | Распространён на всей территории страны. | Вид вне опасности                                |
|                                    | Шмель скромный               | Bombus humilis Illiger, 1806                      | Встречается локально на всей территории страны. Преимущественно обитает в восточной части лесной зоны, по всей лесостепной зоне, и редко встречается в степной зоне, предпочитая сухие луга со степной цветущей растительностью. В целом, его численность повсеместно низкая, за исключением крымских предгорий и гор. Этот вид также распространён от предгорий до высоты около 1000 метров над уровнем моря в Украинских Карпатах, где он встречается редко.                                      | Вид вне опасности                                |
|                                    | Шмель Шренка                 | Bombus schrencki Morawitz, 1881                   | Распространён локально в зоне смешанных лесов. Обитатель лугов, лесных полян и опушек смешанных лесов. | Вид вне опасности                                |

## Комментарии
1. 1 2 3 4 5  Бо́льшая часть Крымского полуострова  является объектом территориальных разногласий между Россией, контролирующей спорную территорию, и Украиной, в пределах признанных большинством государств — членов ООН границ которой спорная территория находится. Согласно федеративному устройству России, на спорной территории Крыма располагаются субъекты Российской Федерации — Республика Крым и город федерального значения Севастополь. Согласно административному делению Украины, на спорной территории Крыма располагаются регионы Украины — Автономная Республика Крым и город со специальным статусом Севастополь.